# Pehr Löfling
Pehr Löfling, född 31 januari 1729 i Tolvfors, Valbo socken, Gävleborgs län, död 22 februari 1756 i San Antonio de Caroni, Venezuela, var en svensk botanist. Han var en av Linnés lärjungar. Dock är Tolvfors ifrågasatt som Pehr Löflings födelseplats. Ljustorps hembygdsförening i Medelpad har på sin hemsida publicerat både en artikel och ett bildspel, som visar att modern Barbro Strandman kan ha fött sin son hos sin mor Margareta Hellberg i Ljustorp. Förhoppningsvis kan detta påpekande inspirera till fortsatt hembygds- och släktforskning samt ställningstagande till den mest sannolika födelseplatsen.

## Biografi
Pehr Löfling var son till bokhållare Erik Löfling och Barbara Strandman. Han var en brukspojke som kom till Uppsala 1743, till en början med avsikt att läsa till präst men blev istället botanist efter att han kommit under Carl von Linnés beskydd. Löfling var en omtyckt elev av Carl von Linné. Denne tog honom till informator till sin son, Carl von Linné d.y., och såg snart i honom sin mest ivriga lärjunge. 1749 blev Löfling klar med sin avhandling Trädens knoppar.
Den spanske kungen Ferdinand VI av Spanien bjöd 1751 in Linné, eller någon av hans lärjungar, till Spanien för att studera floran i Spanien. Löfling och Linné hade ambitionen att framställa en fullkomlig beskrivning av spansk flora och fauna. Denna kom dock aldrig att färdigställas. Löfling ville också passa på att lära sig spanska. Mellan 1751 och 1753 gjorde Löfling ett antal botaniska resor på den Iberiska halvön och samlade på sig ett stort herbarium samt samlade in ett antal fröer som han sände hem till Uppsala.

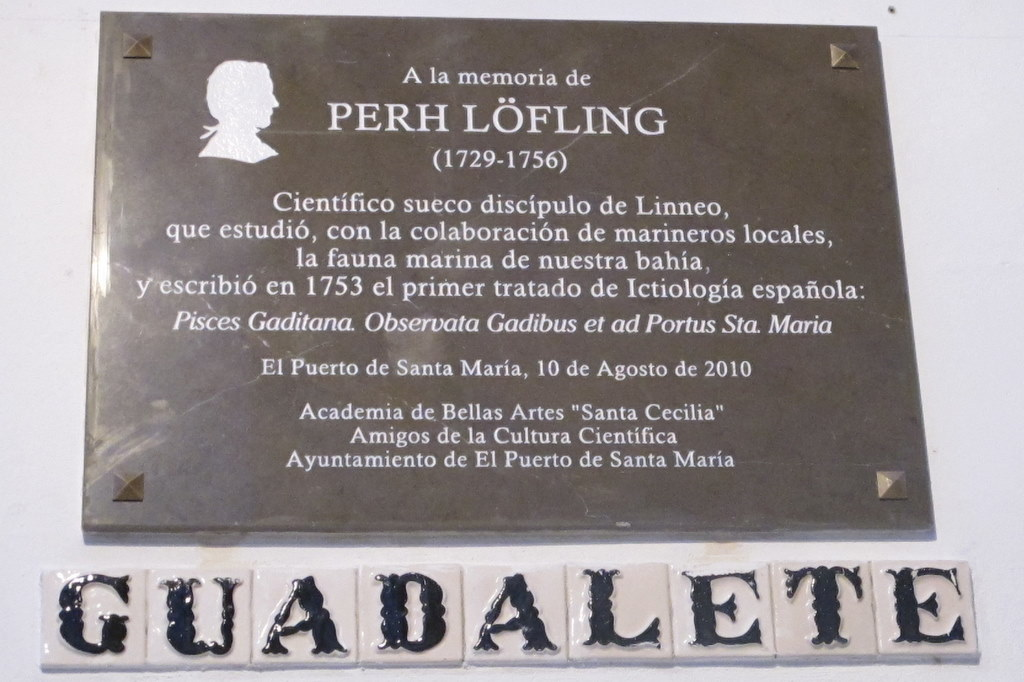
Plakett till minne av Pehr Löfling i El Puerto de Santa María.

Pehr Löfling tillbringade tre och en halv månad i El Puerto de Santa María i väntan på en Sydamerikaexpedition. Under den här tiden tog Löfling fram, i samarbete med lokala fiskare, den första spanska fiskfaunan. "La Asociación de Amigos de la Cultura Científica" tog av den anledningen beslutet den 10 augusti 2010 att hylla honom genom att sätta upp en minnesplakett vid floden Guadalete i El Puerto de Santa María.
Löfling lämnade Spanien 1754 för att delta i en expedition till dagens Venezuela, den så kallade Orinocoexpeditionen. Expeditionen var knuten till spansk gränsmätning som skulle staka ut gränserna mot Portugals kolonialvälde och utestänga de britter, holländare och fransmän som bitit sig fast i Guyana, och hindra dem från att tränga in i kontinentens inre.
Med på Orinocoexpeditionen var också på Löflings order två läkare, Benito Paltor och Antonio Condal, och två vetenskapliga tecknare Bruno Salvador Carmona och Juan de Dios Castel. Sammansättningen av denna lilla grupp gör att man kan utnämna den till den första vetenskapliga expeditionen till Amerika under 1700-talet. Den föregick med flera decennier andra kommande expeditioner och tjänade som norm när det gällde klassificeringen enligt Linnés system, av såväl botaniska och zoologiska insamlingar. Fynden från denna expedition förvaras nu i Madrids botaniska trädgård och visas för allmänheten.
Efter två års arbete och sjukdom dog Pehr Löfling på en spansk missionsstation vid Caronifloden, San Antonio de Caroní (Guayana, Venezuela), endast 27 år gammal. I ett brev hade Löfling tidigare omnämnt "en fatal frossa, som förföljt mig och medelst fyra recidiver borttagit alla mina krafter". Sedan hördes ingenting från honom. Men på sommaren 1757 kom rykten från Spanien om att den svenske forskaren var död, och på hösten fick man bekräftelse på detta.
Carl von Linné publicerade Löflings verk postumt 1758 Iter Hispanicum, eller resa til Spanska Länderna uti Europa och America 1751 til 1756. I förordet gav Linné uttryck åt sin sorg över lärjungens död: "Ingenting har varit mig bedrövligare än att hava mistat min käraste och bäste discipel, just då jag som mest genom hans flit tänkte rikta vetenskapen. Med försynens beslut måste vi dödelige vara nöjda; men aldrig kan jag förgäta min Löfling. Han uppoffrade sig för Flora och dess älskare; de sakna honom."
Efter Löfling finns två fragmentariska floror, en spansk och en amerikansk.
I Venezuela har Pehr Löflings arbete uppmärksammats ett flertal gånger. Exempelvis är parken Parque Loefling i Ciudad Guayana, Venezuela uppkallad efter honom och 1980 gav postverket i Venezuela ut ett frimärke till minne av Pehr Löfling.